# Minerva Casero
Minerva Casero (Buenos Aires, 10 de maig de 1999) és una actriu i cantant argentina nascuda en el si d'una família d'artistes. Des de petita va demostrar els seus dots actorals i vocals, que va desenvolupar en classes de teatre, cant i pintura.

## Carrera
Va aconseguir el seu primer paper en televisió en la sèrie juvenil Esperanza mía (2015–2016) per Canal 13.
En 2017, va tenir el paper antagònic de Morena a la sèrie juvenil de Nickelodeon Llatinoamèrica, Heidi, bienvenida a casa, on també va participar de la banda sonora de la sèrie i de la seva versió musical teatral.
En 2018 va ser part del repartiment de la sèrie juvenil Simona per Canal 13, que va ser transmesa en l'horari estel·lar per Canal 13. Allí va interpretar a una jove de classe alta en decadència. Aquest mateix any va estrenar el seu primer senzill com a cantant, titulat "Sireno", amb el qual oficia de telonera de l'espectacle musical de la cantant sueca Tove Lo al Teatre Vorterix.
A l'abril de 2022 va aparèixer en la sèrie Ultimo Primer Día, de la plataforma de vídeodemanda Flow. Aquest mateix mes també va tenir el paper de Dafne Menajem, parella del protagonista, en la sèrie Iosi, el espía arrepentido, d’Amazon Prime Video, que va comptar amb una segona temporada estrenada en 2023. Per aquest paper va ser guardonada als Premis Cóndor de Plata amb el premi a la "Revelació femenina".

## Treballs
Minerva Casero ha participat en les següents produccions:

### Televisió
| Any       | Títol                                | Personatge              | Canal                     |
| --------- | ------------------------------------ | ----------------------- | ------------------------- |
| 2015-2016 | Esperanza mía                        | Dominga Contreras       | Canal 13                  |
| 2017      | Heidi, bienvenida a casa             | Morena                  | Nickelodeon Latinoamérica |
| 2017      | Reencuentros                         | Florencia "Flor"        | Canal 13                  |
| 2018      | Simona                               | Ailín Medina            | Canal 13                  |
| 2019      | Argentina, tierra de amor y venganza | Lidia Morel Anchorena   | Canal 13                  |
| 2022      | Último primer día                    | Dolores "Lola" Iribarne | Flow                      |
| 2022–2023 | Iosi, el espía arrepentido           | Dafne Menajem           | Amazon Prime Video        |

### Plataformes digitals
| Any  | Programa        | Rol                   | Lloc        |
| ---- | --------------- | --------------------- | ----------- |
| 2022 | Antes que nadie | Coconductora invitada | Luzu TV     |
| 2023 | 911             | Conductora            | Loft Stream |

### Teatre
| Any  | Obres                                 |
| ---- | ------------------------------------- |
| 2015 | Esperanza mía, el musical             |
| 2017 | Heidi, bienvenida a casa en el teatro |
| 2018 | De qué no se puede hablar             |
| 2018 | Simona en vivo                        |

## Música
| Any  | Títol                    | Tipus        |
| ---- | ------------------------ | ------------ |
| 2017 | Heidi, bienvenida a casa | Banda sonora |
| 2018 | Simona                   | Banda sonora |
| 2019 | "Sireno"                 | Senzill      |

## Premis i nominacions
| Llista de premis i nominacions | Llista de premis i nominacions | Llista de premis i nominacions        | Llista de premis i nominacions | Llista de premis i nominacions | Llista de premis i nominacions | Llista de premis i nominacions |
| Any                            | Organització                   | Categoria                             | Treball                        | Resultat                       | Ref(s)                         |                                |
| ------------------------------ | ------------------------------ | ------------------------------------- | ------------------------------ | ------------------------------ | ------------------------------ | ------------------------------ |
| 2022                           | Premis Cóndor de Plata         | Revelació femenina                    | Iosi, el espía arrepentido     | Guanyador                      |                                |                                |
| 2022                           | Premis Cóndor de Plata         | Millor actriu de repartiment en sèrie | Iosi, el espía arrepentido     | Nominat                        |                                |                                |